# Chironius laurenti
Chironius laurenti là một loài rắn trong họ Rắn nước. Loài này được Dixon, Wiest & Cei miêu tả khoa học đầu tiên năm 1993.